# Parminder Nagra
Parminder Kaur Nagra (Leicester, 5 de outubro de 1975) é uma atriz britânica, descendente de indianos.

## Biografia
Seu nome quer dizer "Deusa Suprema, Princesa das Serpentes". Foi criada com seus três irmãos em uma pequena casa do distrito de Belgrave, em Leicester. Aos 16 anos, trabalhou no Leicester Haymarket Theatre, enquanto frequentava aulas de atuação e, desde então, vem acumulando uma extensa lista de créditos em televisão e em cinema. 
Nagra interpretou o papel de Jess na aclamada "Driblando o Destino", pelo qual chamou a atenção da crítica internacional. Também atuou na televisão inglesa nos filmes "Twelfth Night, or What You Will", "Ella Enchanted", "Marathon" e "Fallen Hero". 
Parminder frequentou a Northfield House Primary School em Leicester e foi na sua escola unificada, Soar Valley College, onde tocou viola na orquestra juvenil e também fez sua primeira participação em uma produção teatral.

## Filmografia
- 1996 - Turning World
- 1996 - King Girl (Ayshe)
- 1998 - Goodness Gracious Me
- 1998 - Casualty (Asha Guptah)
- 1999 - Donovan Quick (Radhika)
- 1999 - Always and Everyone (Sunita Verma)
- 2000 - Holby City (Tina)
- 2001 - Judge John Deed: Exacting Justice (Ishbel McDonald)
- 2002 - The Swap
- 2002 - Bend It Like Beckham (Jesminder 'Jess' Kaur Bhamra)
- 2003 - 2009 - ER (Neela Rasgotra)
- 2003 - Twelfth Night, or What You Will (Viola)
- 2003 - Mission: Space
- 2003 - Second Generation
- 2004 - Ella Enchanted (Areida)
- 2005 - In Your Dreams (Charlie)
- 2005 - Maya the Indian Princess (voz)
- 2008 - Batman: Gotham Knight (voz)
- 2010 - The Whole Truth
- 2012 - Alcatraz
- 2013 - Psych
- 2013 - The Blacklist
- 2016 - Marvel's Agent of Shield (Ellen Nadeer - 4a temporada)
- 2018 - Bird Box